# ウミホタル

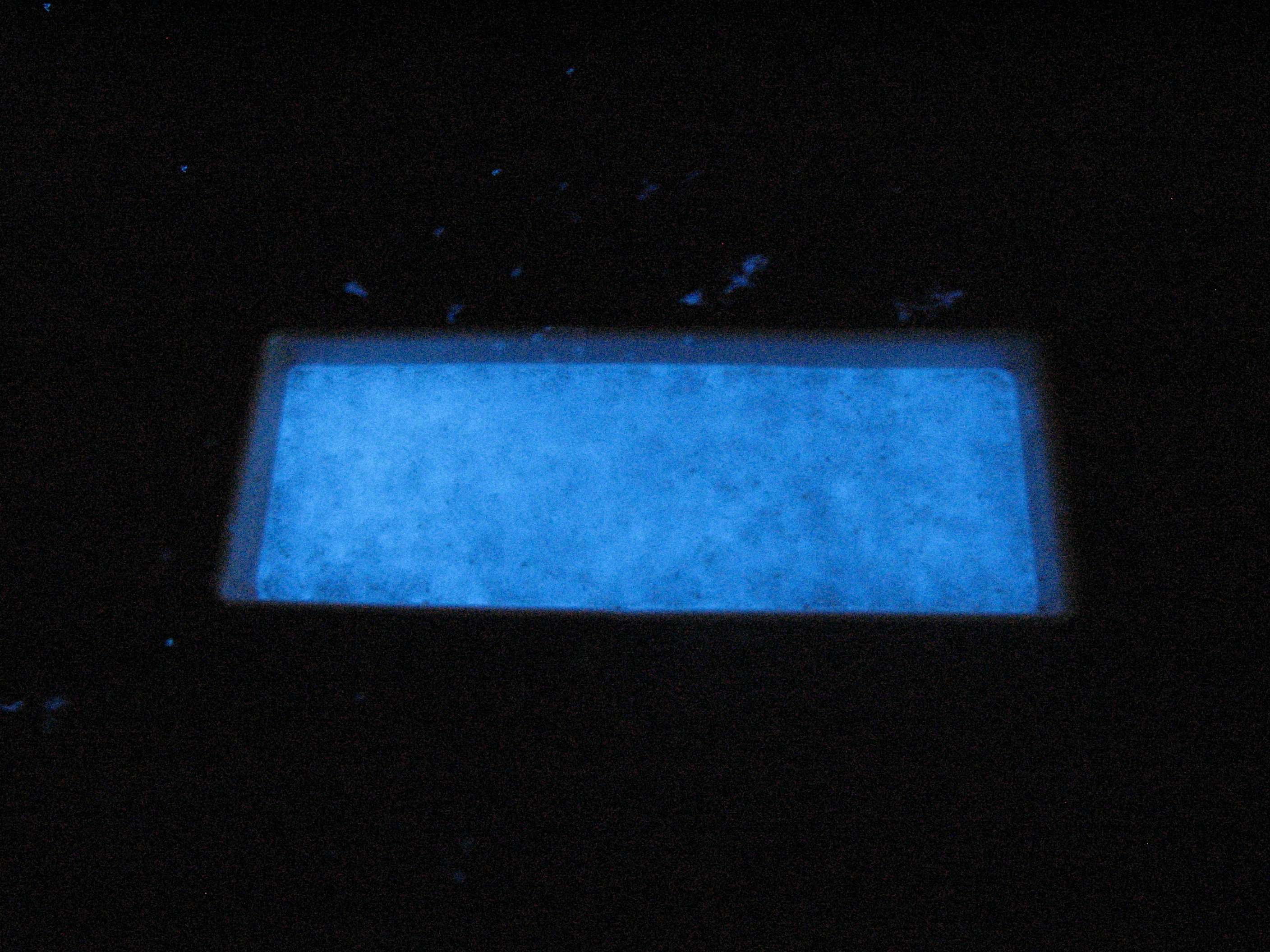
発光するウミホタル

ウミホタル（海蛍）は、顎脚綱（がくきゃくこう） 貝虫亜綱 ミオドコパ上目 ミオドコピダ目 ウミホタル科ウミホタル属に属する甲殻類である。

## 特徴
成虫は長32- 3.5mmでメスがやや大きい。夜行性で、青く発光する。日本の太平洋沿岸に幅広く生息。日本沿岸に生息する発光性介形虫としては最もメジャーな種である。全身を透明な2枚の背甲で楕円球状に覆っており、米粒のような姿をしている。背甲は蝶番状で自由に開閉し、甲に覆われた軟体部には7対の付属肢を持つ。第1肢と第2肢は触角で、第2触角を遊泳に用いる。第3肢は大顎、第4肢は小顎で共に捕食のために使う。うちわ状の第5肢は背甲内に海水を循環させる役割を持ち、小さな第6肢がこれに付属している。第7肢（清掃肢）は背甲内の掃除を担い、抱卵・放仔時にも活躍する。
昼間は海底の砂中で生活し、夜間に遊泳して捕食や交配を行う。沿岸生物のほとんどは潮汐サイクルに支配された生活リズムを持つが、ウミホタルは月齢による支配を受けている。遊泳時には背甲前端のスリットから付属肢を出して泳ぐ。遊泳活動が盛んなのは春から秋にかけて。水温が低下するとあまり活動しなくなるが、冬季でも完全に冬眠することはない。正確な寿命はわかっていないが、飼育環境下では成体が半年以上生存した記録がある。
雑食性で何でも食べる。スカベンジャ的な食性を示すが、特に肉類を好む様で生きたゴカイやイソメ等を襲って食べることもある。

## 発光
名前の由来となっている青色発光の目的は外敵に対する威嚇で、刺激を受けると盛んに発光する。ウミホタルは負の走光性（光から逃げる性質）を持っているため、発光は仲間に危険を知らせるサインにもなっていると考えられている。この光はウミホタルが分泌する発光物質（ルシフェリン）が酸化される際のもので、体外に放出されると同時に酵素（ルシフェラーゼ）の作用を受けて海中の酸素と激しく反応する。同様の反応で発光する生物は他に魚のキンメモドキやツマグロイシモチが知られるが、これらは摂食したウミホタルに由来しているものと考えられている。なお、ルシフェリンおよびルシフェラーゼは生物発光に関わる物質を指す一般的な名称で、ホタルの発光機構で言及されるものとウミホタルのそれとは全く異なる物質である。ウミホタルのルシフェリンはヴァルグリンであり、一般にウミホタルルシフェリン（Vargula luciferin）と呼びならわされる。
なお、この分野の研究において、ウミホタルは重要な役割を果たした。生物発光がルシフェリン–ルシフェラーゼ反応によることは、ラファエル・デュボアがヒカリコメツキやカモメガイを材料に示したものだが、これらの動物は多量に集めること、常時入手することなどが難しく、研究を進めるには困難であった。これに対して、ウミホタルは採集がたやすく、乾燥して保存することもできる上、その反応がより簡単で、発光物質も安定なものであることをアメリカのニュートン・ハーヴェイが見いだし、研究材料として大いに用いられるようになった。

## 研究史
ウミホタルは1890年にドイツ人のグスタフ・ヴィルヘルム・ミュラーにより、Cypridina hilgendorfiiの名で新種として記載された。種小名は日本の江ノ島でタイプ標本を採集したフランツ・ヒルゲンドルフにちなむ。その標本は、ベルリンのフンボルト自然史博物館に保存されている。
ウミホタルの発光機構は、長い間研究者の関心を集めてきた。中でも下村脩が、1957年に初めてウミホタルのルシフェリン結晶化に成功した。
1962年に属がCypridinaからVargulaに変更された。

## 利用
第二次世界大戦中に、日本でこれを軍事利用した例がある。ウミホタルを乾燥させ、これに水分を与えると、微弱な光を放つようになる。そこで、南方のジャングルで偵察を命じられた兵がウミホタルの乾燥粉を携え、これを行動中の足元に撒くことでかすかな光を放つ目印として使用したとされる。